# Argina syringa
Mangina syringa là một loài bướm đêm thuộc phân họ Arctiinae, họ Erebidae.